# SC Gaúcho
SC Gaúcho is een Braziliaanse voetbalclub uit Passo Fundo in de staat Rio Grande do Sul.

## Geschiedenis
De club werd in 1918 opgericht. Samen met enkele andere clubs uit de stad werd jaren het Campeonato Citadino de Passo Fundo gespeeld, dat de club zestien keer kon winnen. De wereldwijde crisis van 1929 trof ook de club die de boeken moest neerleggen. In 1937 werd de club nieuw leven ingeblazen. In 1939 bereikte de club de derde plaats in het Campeonato Gaúcho. In 1957 werd het huidige stadion in gebruik genomen, de eerste wedstrijd werd gespeeld tegen Grêmio. 
In 1966 werd de club kampioen in de tweede klasse. De club speelde tot 1980 in de hoogste klasse en eindigde meestal in de betere middenmoot. Toen de competitie werd teruggebracht van zestien naar twaalf clubs moest Gaúcho een stapje terugzetten. In 1985 keerde de club terug naar de hoogste klasse. Na dit seizoen fuseerde de club met 14 de Julho tot EC Passo Fundo. Na één seizoen scheurde Gaúcho zich echter terug af. Het overgebleven Passo Fundo bleef de nieuwe clubnaam behouden om zo de plaats in de hoogste klasse veilig te kunnen stellen. Het duurde tot 2006 vooraleer Gaúcho opnieuw haar opwachting in de hoogste divisie kon maken. In 2007 volgde een nieuwe degradatie.

## Bekende ex-spelers
- Alberto Vilasboas dos Reis (Bebeto)